# Блэсси, Фредди
Фредерик Кеннет Блассман (англ. Frederick Kenneth Blassman, 8 февраля 1918, Сент-Луис, Миссури — 2 июня 2003, Хартсдейл, Нью-Йорк) — американский рестлер и менеджер, известный под именем «Шикарный» Фредди Блэсси (англ. "Classy" Freddie Blassie). Известный как «Голливудская модная штучка», он был однократным чемпионом мира NWA в полутяжёлом весе и был введен в Зал славы WWF в 1994 году. Он считается одним из величайших хилов рестлинга всех времён.

## Ранняя жизнь
Фредерик Кеннет Блассман родился в Сент-Луисе, Миссури, в 1918 году. Его родители, Анна (урожденная Синд) и Якоб Блассман, были немецкими иммигрантами, прибывшими в США перед Первой мировой войной.
Фредерик был единственным ребёнком. Его отец был алкоголиком, что заставляло Фредерика оставаться с бабушкой и дедушкой всякий раз, когда Якоб избивал Анну. Его родители неоднократно расходились, но потом мирились. В возрасте 13 лет, после того как Якоб снова избил Анну, Фредерик угрожал отцу бейсбольной битой, после чего он полгода жил у тети, пока мать не попросила его вернуться домой. Будучи взрослым, Фредерик придерживался трезвого образа жизни.
Он окончил среднюю школу Маккинли и начал работать на мясокомбинате. Он также начал заниматься боксом в местном общественном центре и завоевал титул чемпиона в тяжёлом весе. Однако его все больше интересовала борьба. Когда борцы познакомились с ним, они начали обучать его приемам. Его первой публичной борбой был матч, на который он согласился, надеясь произвести впечатление на девушку, которую привел на шоу. Позже он стал регулярно работать борцом на местных карнавалах. Его двоюродный брат Джон Фрэнк Холаус часто судил его матчи.
Знаменитая фраза Бласси «чудак с шеей, толщины карандаша» (англ. pencil-neck geek) возникла в начале его карьеры, когда он описывал своего коллегу по карнавалу, выступавшего в шоу чудаков. Бласси описал этого исполнителя как человека «с шеей как стопка монет и настоящего чудака с шеей, толщины карандаша».

## Титулы и достижения
- 50th State Big Time Wrestling
  - Североамериканский чемпион NWA в тяжёлом весе (Гавайская версия) (1 раз)[8]
- Cauliflower Alley Club
  - Другие лауреаты (1998)[9][9]
- Championship Wrestling from Florida
  - Южный чемпион NWA в тяжёлом весе (Флоридская версия) (1 раз)[10]
  - Командный чемпион мира NWA (Флоридская версия) (1 раз) — с Тарзаном Тайлером[11]
- Mid-South Sports
  - Чемпион Джорджии NWA в тяжёлом весе (1 раз)[12]
  - Международный командный чемпион NWA (Джорджийская версия) (3 раза) — с Куртом фон Браунером (1), Бобом Шиппом (1) и Эриком Педерсоном (1)[13]
  - Южный чемпион NWA в тяжёлом весе (Джорджийская версия) (17 раз)[14]
  - Командный чемпион мира NWA (Джорджийская версия) (2 раза) — с Биллом Блэсси[15]
- National Wrestling Alliance
  - Зал славы NWA (2011)[16][17]
  - Чемпион мира NWA в полутяжёлом весе (1 раз)
- North American Wrestling Alliance/Worldwide Wrestling Associates/ NWA Hollywood Wrestling
  - Чемпион мира NAWA в тяжёлом весе (1 раз)[18]
  - Американский чемпион NWA в тяжёлом весе (4 раза)[19]
  - Американский комнадный чемпион NWA (1 раз) — с Доном Карсоном[20]
  - Американский чемпион WWA в тяжёлом весе (1 раз)[19]
  - Международный телевизионный командный чемпион WWA (3 раза) — с Мистером Мото (2) и Доном Лео Джонатаном (1)[21]
  - Чемпион мира WWA в тяжёлом весе (4 раза)[18]
  - Конмадный чемпион мира WWA (2 раза) — с Мистером Мото (1), и Бадди Остином (1)[22]
- NWA Mid-America
  - Южный чемпион NWA в полутяжёлом весе (1 раз)[23]

- Pro Wrestling Illustrated
  - Премия Стэнли Уэстона (2000)[17]
- Зал славы и музей рестлинга
  - Эпоха телевидения (2004)[24][17]
- World Wrestling Federation
  - Зал славы WWF (1994)[3]
  - Слэмми (1 раз)
    - Награда за жизненные достижения (1996)
- Wrestling Observer Newsletter
  - Худший матч года (1985) против Лу Альбано
  - Зал славы Wrestling Observer Newsletter (1996)